# Cầu Jamsu
Cầu Jamsu bắt qua Sông Hán ở Hàn Quốc và nối hai quận Yongsan-gu và Seocho-gu với nhau. Cây cầu được hoàn thành vào năm 1976, và nằm cách mặt nước chỉ vài mét, cho phép cây cầu có thể chìm xuống vào mùa mưa lớn. Vào năm 1982, Cầu Banpo được xây dựng phía trên cầu Jamsu, tạo nên cầu hai tầng.